# Haltérophilie aux Jeux olympiques d'été de 1932
Navigation
Amsterdam 1928 Berlin 1936
Résultats des épreuves d'haltérophilie dans le cadre des Jeux olympiques d'été de 1932 à Los Angeles. Cinq épreuves furent disputées.

## Tableau des médailles
| Rang  | Pays            | Médaille d'or | Médaille d'argent | Médaille de bronze | Total |
| 1     | France          | 3             | 0                 | 0                  | 3     |
| 2     | Allemagne       | 1             | 1                 | 1                  | 3     |
| 3     | Tchécoslovaquie | 1             | 1                 | 0                  | 2     |
| 4     | Autriche        | 0             | 1                 | 1                  | 2     |
| 4     | Italie          | 0             | 1                 | 1                  | 2     |
| 6     | Danemark        | 0             | 1                 | 0                  | 1     |
| 7     | États-Unis      | 0             | 0                 | 2                  | 2     |
| Total | Total           | 5             | 5                 | 5                  | 15    |

## Résultats
| Catégorie            | Or                              | Argent                          | Bronze                      |
| Plumes –60 kg        | Raymond Suvigny France          | Hans Wölpert Allemagne          | Anthony Terlazzo États-Unis |
| Légers 60–67.5 kg    | René Duverger France            | Hans Haas Autriche              | Gastone Pierini Italie      |
| Moyens 67.5–75 kg    | Rudolf Ismayr Allemagne         | Carlo Galimberti Italie         | Karl Hipfinger Autriche     |
| Mi-lourds 75–82.5 kg | Louis Hostin France             | Svend Olsen Danemark            | Henry Duey États-Unis       |
| Lourds +82.5 kg      | Jaroslav Skobla Tchécoslovaquie | Václav Pšenička Tchécoslovaquie | Josef Straßberger Allemagne |